# Penthosia satanica
Penthosia satanica är en tvåvingeart som först beskrevs av Jacques-Marie-Frangile Bigot 1889.  Penthosia satanica ingår i släktet Penthosia och familjen parasitflugor. Inga underarter finns listade i Catalogue of Life.